# 盛田善平
盛田 善平（もりた ぜんぺい、1864年1月15日（文久3年12月7日） - 1937年（昭和12年）2月24日）は、日本の実業家。敷島製パンの創業者で初代社長。
尾張国知多郡小鈴谷村（現・愛知県常滑市）で造り酒屋を営んでいた盛田太助の五男で、敷島製パンの現社長盛田淳夫はひ孫。中埜酢店（現・ミツカン）の4代中埜又左衛門は叔父に当たる。

## 略歴
1864年1月15日（文久3年12月7日）、造り酒屋の五男として生まれた善平は家業を継ぐも酒税法の改正により廃業。当時ミツカンの創業家である中埜家の養子となっていた叔父の4代中埜又左衛門から「ビールづくりを手伝って欲しい」と頼まれたのを期に独学でビール造りを学び、1887年（明治20年）に又左衛門と共に丸三麦酒醸造所を創業する。
その後、善平は綿糸ののりづけに使用されていた小麦粉に目をつけ、1899年（明治32年）に敷島製パンの前身となる敷島屋製粉工場を半田町（現・半田市）に設立。それから善平は、マカロニの製造に取り組んだが、マカロニの穴を作る技術が難しく頭を抱えていた。この頃、第一次世界大戦中で名古屋のドイツ人捕虜収容所に収容されていたパン職人のハインリヒ・フロインドリーブと出会い、パンが米の代用になるのではと考えパンの製造を決意する。これは、1918年（大正7年）富山県魚津町に端を発した米騒動に目にし食糧難を解決したいという思いがあったもので、大戦終了後の1919年（大正8年）に敷島製パンを創立。翌1920年（大正9年）には解放されたフロインドリーブを技師長に招き創業した。
以後、1932年（昭和7年）に愛知県会議員となり、1937年（昭和12年）2月24日、満74歳で死去。